# Hieronymus Vehus
Hieronymus Vehus (auch Veus) (geboren 1484 in Baden-Baden; gestorben 1544) war ein deutscher Humanist, Jurist und Kanzler des Markgrafen Philipp I. von Baden.

## Bildung
Hieronymus Vehus besuchte zunächst eine Lateinschule in Pforzheim, bevor er sich am 25. März 1503 an der Universität Freiburg immatrikulierte. Dort studierte er mit Unterstützung des Markgrafen Christoph I. (Baden) u. a. bei Paulus Cittadinus und Ulrich Zasius weltliches und kirchliches Recht. Einnahmen aus den Pfründen der Frühmesse des Marienaltars der Pfarrkirche zu Rastatt halfen Vehus sein Studium zu finanzieren. Zu Beginn des Jahres 1510 beendete er seine Studien mit der Promotion zum Doktor beider Rechte. Im Anschluss blieb er einstweilen an der Universität und hielt am 27. Februar 1510 eine Vorlesung über Poesie, sicherlich unüblich für einen Juristen. Allerdings war diese Begabung bereits zuvor Ulrich Zasius aufgefallen, der 1508 seinen Quaestiones de parvulis Judaeorum baptisandis ein Gedicht seines Schülers von zehn Zeilen Länge hinzufügte.
Ab 8. März 1510 hielt Vehus seine ersten Vorlesungen – zunächst noch als Vertreter des Hieronymus Baldung und ab 17. August 1510 als Vollmitglied des Lehrkörpers der juristischen Fakultät. Im Sommer 1511 wählte ihn der Senat der Freiburger Universität zum Rektor, Beginn und Ende dieser Amtszeit lagen zwischen dem 30. April und dem 30. Oktober des gleichen Jahres. Im Wintersemester 1511/12 wurde er Consiliarius (Ratgeber), sowie gemeinsam mit Zasius und zwei weiteren Juristen Assessor des Konsistoriums. Im Sommersemester 1512 nochmals Assessor, erhielt er im Wintersemester 1512/13 die Stelle als Prorektor, dies als Vertretung des Propstes und Kanzlers zu Löwen, Konrad Renner von Ehingen. Die Berufungen durch den Senat der Freiburger Universität waren Vehus sicherlich hilfreich für dessen zukünftige Bestrebungen als Rechtsgelehrter, als er die Universität am 14. Mai 1514 verließ.

## Markgräflich-badischer Dienst
Es wird davon ausgegangen, das Vehus bereits in seiner Freiburger Zeit als Rektor in gelegentlichen Diensten des markgräflich-badischen Hofs stand, da er zu jener Zeit als Ratgeber des jungen Markgrafen Philipp I. (Baden) in Erscheinung tritt und dafür eine jährliche Abfindung erhielt. Bis zur Übertragung der markgräflich-badischen Kanzlerschaft 1517, wurde Vehus juristisch mit der Erbteilung zwischen den beiden Söhnen des Markgrafen Christoph I. (Baden), Ernst (Baden-Durlach) und Philipp I. (Baden) beauftragt. Weitere dienstliche Tätigkeiten brachten den Juristen Vehus gelegentlich zurück nach Freiburg, wo er immer noch über persönliche Verbindungen verfügte. Am 17. Dezember 1515 erließ Markgraf Philipp I. die Kanzleiordnung, welche den Aufgabenbereich für Vehus definierte, die Übertragung der markgräflich-badischen Kanzlerschaft folgte am 11. November 1517.

## Reichstag zu Worms 1521
Am 17. April 1521 wurde Martin Luther auf dem Reichstag zu Worms durch den Trierer Offizial Johann von Eck die Frage gestellt, ob die inkriminierten Schriften von ihm stammen und ob er dazu bereit sei sie widerrufen. Nachdem Luther nach einem Tag Bedenkzeit seine Erklärung abgegeben hatte, wollte Kaiser Karl V. zwar Stärke demonstrieren, was aber auf den Widerstand der Reichsstände traf, die dem Kaiser die admonitio (dtsch. Mahnung) gaben, Luther durch drei oder vier kundige Männer in Gegenwart von Zeugen belehren zu lassen. Die Gespräche mit Luther fanden am 24. und 25. April 1521 statt, hierunter befanden sich u. a. auch Hieronymus Vehus und Konrad Peutinger. Über diese Gespräche verfasste Vehus als Vertreter der Reichsstände am 3. Juni 1521 einen längeren Bericht, wo er auf die Acta et res gestae reagierte und die Meinung vertrat, dass der [ihm] unbekannte Schreiber seine und die Rolle Peutingers während der Verhandlungen mit Luther falsch dargestellt habe, was er korrigieren wolle. Als persönlich Beteiligtem wird daher Vehus’ Darstellung ein hoher Stellenwert zugeschrieben.

## Reichstage in Nürnberg 1522 und 1524
Im März/April 1522 reiste Vehus für etwa zwei Wochen im Beisein von Markgraf Philipp I. (Baden) nach Nürnberg, um am dortigen Reichstag teilzunehmen, trat dort wegen der türkischen Bedrohung aber nur wenig in Erscheinung. Bedingt durch die Statthalterschaft seines Landesherrn in Luxemburg begann Vehus für den Zeitraum von anderthalb Jahren die Regierungsgeschäfte in der Markgrafschaft Baden zu übernehmen. 1523 reiste Vehus erneut nach Nürnberg, vertrat dort nicht nur Philipp I. sondern war jetzt auch Gesandter der Pfalzgrafen und der Herzöge Johann II. von Simmern und Ludwig II. (Pfalz-Zweibrücken und Graf von Veldenz). In Nürnberg verweilte Vehus nur kurz, da er die baldige Eröffnung des Reichstags nicht erwartete. Mitte Februar 1524 war Vehus nach Nürnberg zurückgekehrt, fand den Reichstag allerdings seit 4 Wochen eröffnet vor. Am 14. März 1524 traf der päpstliche Legat Lorenzo Campeggi ein und Vehus wurde erneut dazu bestimmt, im Auftrag der Stände mit dem Legaten über die Gravamina der deutschen Nation, die Durchführung des Wormser Edikts und noch wichtiger, über die baldige Einberufung eines Generalkonzils in der Luthersache zu verhandeln. Wie es hieß, fand der sprachgewandte Campeggi mit Vehus einen „stillistisch und poetisch begabten ebenbürtigen Gesprächspartner“.

## Augsburger Reichstag 1530
Nachdem Kaiser Karl V. nach mehrjähriger Abwesenheit erstmals wieder auf einem Reichstag persönlich erscheinen wollte, verzichtete Markgraf Philipp I. aus gesundheitlichen Gründen und schickte stattdessen erneut seinen Kanzler Vehus, den er der badischen Gesandtschaft voranstellte. Instruiert wurde Vehus mit dem badischen Leitgedanken dem Kaiser und der Mehrheit der Stände beizustehen, in Sachen der Religion galt dies ebenso, mit Ausnahme der Priesterehe und des Laienkelchs, worüber er Freiheit für die in Baden seit einigen Jahren gelebte Praxis wünschte. Der Reichstag begann zwar schon am 20. Juni 1530, Vehus ließ sich aber wohl bis Anfang Juli Zeit mit seinem dortigen Eintreffen und versäumte so den Einzug des Kaisers, als auch den Beginn der Religionsverhandlungen, an denen er in den nächsten Wochen auch nicht teilhaben sollte. Vehus finden wir jedoch ab 11. Juli als Vertreter der weltlichen Fürsten in dem Ausschuß der die Gravamina, diejenigen der deutschen Nationen wider den römischen Hof behandelten. Als sich nach Verlesung der Confutatio weiterhin keine Übereinkunft zwischen beiden Seiten erzielen ließ, wurde überlegt zur Lösung des Problems erfahrene Juristen an den Gesprächen teilhaben zu lassen. Um dem drohenden türkischen Angriff auf das Abendland wirksam begegnen zu können, so war die Meinung, sollte nach Möglichkeit vorher Einigkeit in der Glaubensfrage herrschen. Als Kaiser Karl V. am 6. August 1530 der Bildung eines großen Ausschusses (einem interkurialen Gremium) bestehend aus 7 Mitgliedern, zugestimmt hatte und sich der sächsische Kanzler Gregor Brück als Mitglied dieses Ausschusses für die Aufnahme von Theologen und Rechtsgelehrten starkmachte, wurde auch Hieronymus Vehus in den sogenannten "Vierzehnerausschuss" aufgenommen.

## Vehus letzte Jahre
Nach dem Tode Philipps I. im Jahr 1533 blieb Hieronymus Vehus, entsprechend seines Testaments dem badischen Herrscherhaus erhalten. Der Umstand wurde auch von seinen Brüdern Ernst und Bernhard III. respektiert. Als Vollstrecker des Testaments wurde Vehus beauftragt, in dessen weiterer Folge die Besitzungen Philipps I. aufgeteilt wurden und so die Markgrafschaften Baden-Durlach und Baden-Baden entstanden, ein Umstand der bis zur Wiedervereinigung im Jahr  1771 bestand.
Hieronymus Vehus selbst starb im Jahr 1544, das genaue Todesdatum ist nicht bekannt.

## Familie
Hieronymus Vehus war mit Dorothea Meyer aus Sasbach, einer Tochter des bischöflich-straßburgischen Amtmanns zu Sasbach, Nicolaus Meyer verheiratet. Die Ehe brachte fünf gemeinsame Kinder hervor, davon zwei Söhne und drei Töchter. Der älteste Sohn Hieronymus immatrikulierte sich 1531 an der Universität Heidelberg, von seinem jüngeren Bruder Hans Bernhard hingegen ist nichts bekannt. Tochter Barbara Vehus dürfte unter seinen Kindern das bekannteste und erfolgreichste gewesen sein, da sie in jungen Jahren in das Zisterzienser-Kloster Lichtenthal eintrat und ab 1551 etwa 46 Jahre die Geschicke des Klosters als Äbtissin leitete. Ihre Schwester Agnes Vehus († vor 1558) heiratete Jakob Schorr von Hasel, Kanzler des Herzogtums Pfalz-Zweibrücken und Margarethe Vehus († 1581) war mit dem Freiburger Obristenmeister Johann Baldung verheiratet.

## Publikationen
- Boemicus Triumphus : Ejusdem Tetrastichon, Grüninger, Straßburg, 1504. OCLC 632631737
- Deo Auspice Pro Divo Maximi. Ro. Re. Se. Avg. Hieronymi Vehi vulgo feus adulescentuli Badensis Boemicus Triumphus, Grüninger, Straßburg, 1504/05. OCLC 313218587
- Pro Divo Maximi. Ro. Se. Aug. Hieronymi Vehi vulgo feus adulescentuli Badensis Boemicus Triumphus .., Grüninger, Straßburg, ca. 1505. OCLC 165927080
- Ad Illustrem Principem et Dominum D. Georgium Saxonie Ducem Thuringie Landtgravium et Misne Marchionem de re Lutherana, 1522. OCLC 165930126